# Adam Borchólski
Adam Borchólski (ur. 1921 w Kielcach, zm. 8 marca 1991 tamże) – piłkarz, hokeista, lekkoatleta, tenisista ziemny i stołowy, uznawany za najwszechstronniejszego sportowca Kielc pierwszych lat powojennych.

## Życiorys
Przed wybuchem II wojny światowej był piłkarzem KS Absolwent Kielce (1938–1939). Należał do najlepszych zawodników w okręgu, dzięki czemu w sierpniu 1939 roku uczestniczył w centralnym obozie reprezentacji Polski juniorów w Cetniewie. 2 kwietnia 1945 brał udział w pierwszym powojennym meczu piłkarskim w Kielcach, w którym RKS Grom, którego barwy reprezentował, pokonał 5:1 KS ZWM; Borchólski strzelił w tym spotkaniu dwa gole. Następnie był graczem Kolejowca Kielce, z którym w maju 1945 został mistrzem miasta zespołów siódemkowych.
Borchólski grał później przez półtora roku w Partyzancie Kielce. W sezonie 1947 wraz z Tęczą Kielce brał udział w mistrzostwach Polski. Należał do jej czołowych zawodników, przyczynił się m.in. do zwycięstw w meczach z Wartą Poznań i Garbarnią Kraków. W 1947 roku wystąpił również w towarzyskim spotkaniu z Cracovią (1:1), po którym został powołany przez kapitana związkowego PZPN Henryka Reymana do reprezentacji Polski. Ostatecznie Borchólski, z powodu dużej konkurencji w składzie, nigdy nie zagrał w barwach narodowych.
Po odejściu z Tęczy grał ponownie w Partyzancie Kielce (Gwardia). Karierę piłkarską zakończył w połowie lat 50. XX wieku.
Oprócz piłki nożnej Borchólski uprawiał także inne dyscypliny sportowe. Był lekkoatletą – startował w skoku wzwyż i skoku o tyczce. W tej pierwszej konkurencji został m.in. mistrzem okręgu kieleckiego w 1949 roku z wynikiem 1,60. Ponadto wielokrotnie zwyciężał w mistrzostwach Kielc w tenisie stołowym i ziemnym. Był współzałożycielem sekcji tenisowej w Błękitnych Kielce, gdzie szkolił młodzież oraz występował jako czynny zawodnik. Dla uczczenia jego pamięci w Kielcach rozgrywany jest tenisowy Memoriał Adama Borchólskiego i Adama Krajewskiego – w 2010 roku odbyła się jego jubileuszowa XV edycja.
Będąc zawodnikiem Spójni Kielce (Tęcza) występował także w jej zespole hokejowym. W styczniu 1951 roku zdobył wraz z nim wicemistrzostwo Zrzeszenia Sportowego Spójnia. W turnieju, który odbył się w Nowym Targu, Borchólski zdobył jedną bramkę w meczu ze Spójnią Rzeszów, przyczyniając się do zwycięstwa 11:2. Ponadto wielokrotnie prezentował swoje umiejętności w jeździe figurowej na zamarzniętym stawie w kieleckim parku miejskim.
Nosił pseudonim „Abdziu”. Jego pasją było wędkarstwo.